# 奥寺佐渡子
奥寺 佐渡子（おくでら さとこ、女性、1966年2月16日 - ）は、日本の脚本家。岩手県出身。東海大学文学部広報学科卒業。

## 経歴
大学生時代に書いた脚本がディレクターズ・カンパニーの公募に受かって相米慎二監督から連絡されたが、最初から脚本家になろうとはせず、卒業後は就職先として決定していた石油元売会社で働きながら、3年ほど深夜番組の台本を副業で書いていたという。
1980年代半ばに『鳩よ!』にて詩人としてデビュー。
1993年、相米の『お引越し』で脚本家としてデビュー。
1995年、『学校の怪談』で第19回日本アカデミー賞優秀脚本賞受賞。
1998年には文化庁新進芸術家在外研修員としてアメリカに留学。
2007年『時をかける少女』での受賞を皮切りに2010年『サマーウォーズ』、2013年『おおかみこどもの雨と雪』で東京アニメアワード個人賞（脚本賞）を3回受賞している。
2012年、『八日目の蝉』で第35回日本アカデミー賞最優秀脚本賞を受賞。
2017年、『リバース』において第8回コンフィデンスアワード・ドラマ賞脚本賞を清水友佳子と共同で受賞。

## 人物
細田守監督作品の脚本を多く担当している。アニメ作品の脚本業務について、「（作品は）監督のもの」という風土が強い実写映画よりもさらにその風土がアニメは強いため、監督がまず何をしたいかということを話し合って頻繁に確認したり、その他にもプロデューサーの意見を反映させるなど、元々の企画から始まり監督主導で脚本を執筆することが多いと語っている。
ドラマ作品においては脚本家の清水友佳子と共同で執筆している作品が多い。

## 主な作品

### 映画
- お引越し（1993年）
- 人間交差点 雨（1993年）
- よい子と遊ぼう（1994年）
- 学校の怪談（1995年）
- 学校の怪談2（1996年）
- 学校の怪談4（1999年）
- コンセント（2001年）
- 魔界転生（2003年）
- 花（2003年）
- SEVEN ROOMS 「ZOO」（2005年）
- 雨の町（2006年）※脚本協力
- しゃべれどもしゃべれども（2007年）
- 怪談（2007年）
- パーマネント野ばら（2010年）
- 八日目の蝉（2011年）
- 軽蔑（2011年）
- 魔女の宅急便（2014年）
- バンクーバーの朝日（2014年）
- マエストロ!（2015年）
- コーヒーが冷めないうちに（2018年）
- グッドバイ〜嘘からはじまる人生喜劇〜（2020年）
- 望み（2020年）
- 国宝（2025年）

### テレビドラマ
- お茶の間（1993年）※初の連続テレビドラマ。
- 薔薇の殺意〜虚無への供物（1997年）
- ドンウォリー!（1998年）
- 高原へいらっしゃい（2003年）
- 夜行観覧車（2013年）
- Nのために（2014年）
- リバース（2017年）
- わたし、定時で帰ります。 (2019年)
- 最愛（2021年）
- 下剋上球児（2023年）[11]

### アニメ映画
- 時をかける少女（2006年）
- サマーウォーズ（2009年）
- とある飛空士への追憶（2011年）
- おおかみこどもの雨と雪（2012年）
- バケモノの子（2015年）- 脚本協力

### テレビアニメ
- ミヨリの森（2007年）

### 講演会
- 東京藝術大学大学院映像研究科オープンセミナー　坂元裕二とゲストの奥寺佐渡子による映画『お引越し』を一緒に観ながらのトークショー(2019)[12]

### 著書
- 主婦は八百屋に娘は水に 奥寺佐渡子処女詩集〈モダン詩ニューコレクション〉（新風舎、1986年5月、ISBN 978-4-8830-6003-0） - 詩集